# Nord 6000
Le Nord 6000 était un projet d'avion de transport lourd stratégique, similaire au Lockheed C-5 Galaxy américain, conçu par Nord-Aviation entre 1965 et 1968. Ce projet est resté au stade de l'étude.